# Odeon tér (München)
Az Odeon tér (Odeonsplatz) München történelmi óvárosának északi részén, a Ludwigstraße déli szakaszán fekszik.
A tér és az itt kezdődő Ludwigstrasse építtetője I. Lajos bajor király volt, aki még trónörökösként bízta meg ezzel a munkával a Münchenbe érkező Leo von Klenzét. Két évvel trónra lépése után, 1827-ben Friedrich von Gärtnerre ruházta át a király az építési felügyeletet. Innen ered, hogy a hadvezérek csarnoka nem Klenzéhez fűződik, akitől az Odeon tértől a Theresienstrasséig az összes többi klasszicista épület származik, hanem Von Gärtnerhez. A csarnok példaképe a firenzei Loggia dei Lanzi volt. A bal oldalon áll a harmincéves háború bajor hadvezérének Tilly gróf, a jobb oldalon pedig a franciák ellen harcoló Wrede herceg bronzszobra.

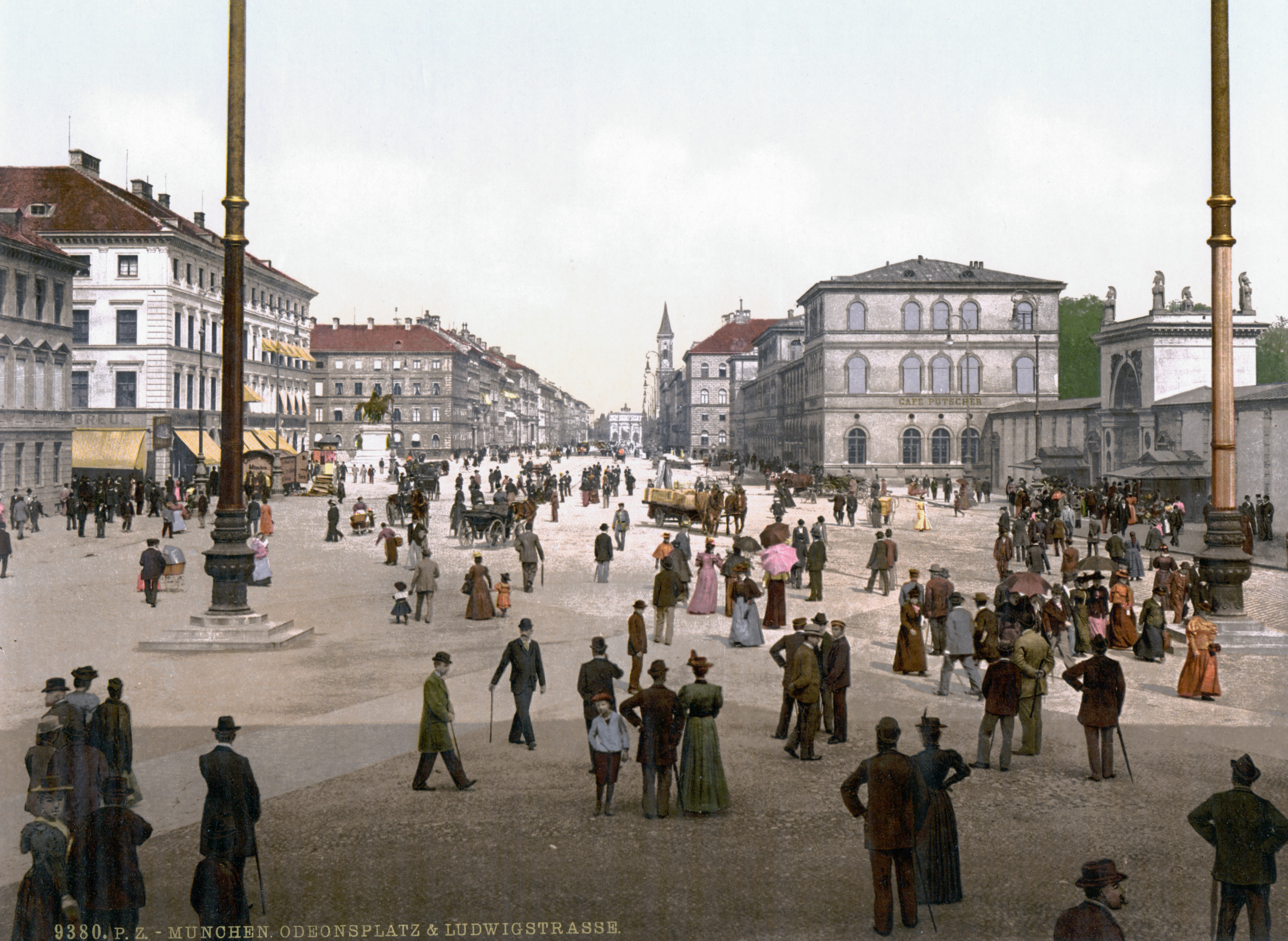
Az Odeon tér a 19–20. század fordulóján
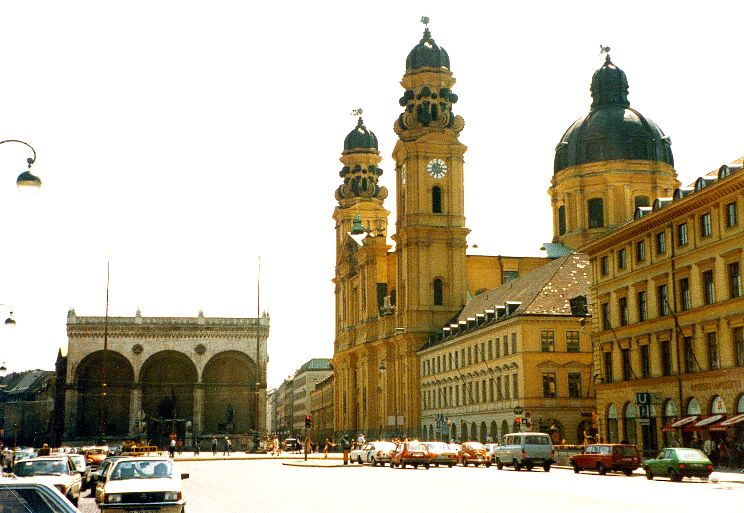
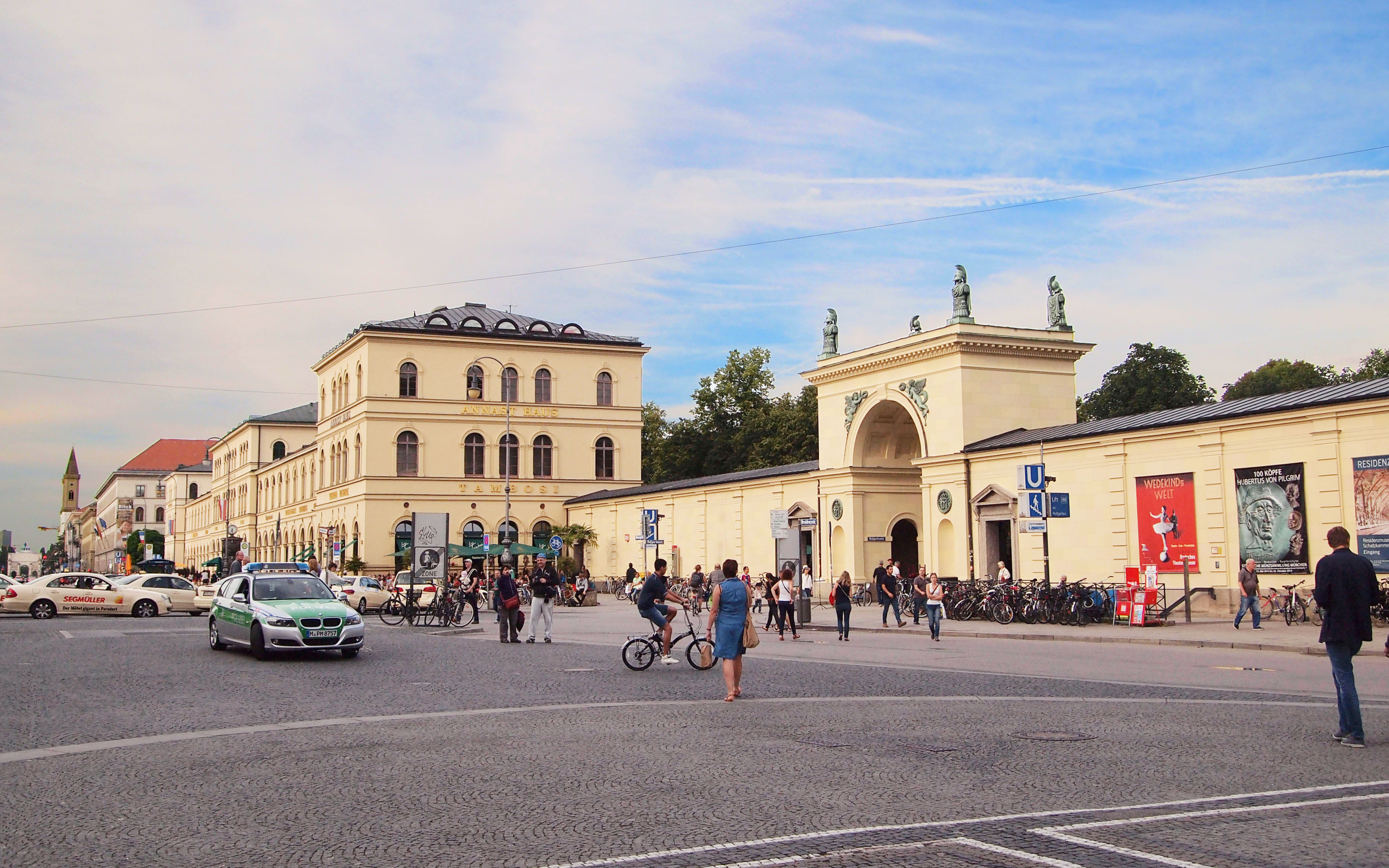